# Beefeater (banda)
Beefeater fue una banda estadounidense de post-hardcore, activa desde finales de 1984 hasta finales de 1986. Junto con Embrace y Rites of Spring, fueron uno de los actos principales del movimiento revolution summer de 1985, que tuvo lugar dentro de la escena de Washington D. C.

## Historia
Beefeater fue formado por Tomas Squip, Fred Smith, Doug Birdzell y Bruce Atchley Taylor. Su LP debut, Plays for Lovers, fue lanzado en 1985 por Dischord Records, seguido del EP 12" de seis canciones Need a Job en 1986. Su segundo disco: House Burning Down, fue lanzado póstumamente en 1987, como su álbum de despedida. Los lanzamientos de Dischord de ambas bandas se combinarían en el CD recopilatorio de 1992 Plays For Lovers & House Burning Down, junto a dos pistas adicionales.
Para el EP de Beefeater, el baterista Bruce Taylor fue reemplazado por Mark Shellhaas, quien a su vez, sería sustituido por Kenny Craun para el álbum final de la banda. Después de la ruptura de Beefeater, Squip y Birdzell pasaron a formar Fidelity Jones, mientras que Craun se unió a Rhythm Pigs, y Fred "Freak" Smith a Strange Boutique.
Si bien las canciones de Beefeater tenían la energía enojada de sus contemporáneos, su potencia se canalizó tanto a través del funk, R&B, jazz y rock and roll, sumado a elementos de metal, reggae y hip hop. Esto prosiguió en House Burning Down, el cual incluyó una fuerte influencia de world music, saxofones, además cameos musicales de muchos de los asiduos de Dischord.
El ensayo de Martin Sprouse Threat by Example: A Documentation of Inspiration (1991) habla sobre la motivación y visión religiosa del mundo de Beefeater, inusual para una banda de Dischord.
El guitarrista Fred "Freak" Smith fue asesinado en extrañas circunstancias en el Valle de San Fernando, el 8 de agosto de 2017.

## Miembros
- Tomas Squip – voces, percusión, guitarras (1984–1986)
- Fred "Freak" Smith – guitarras, percusión, coros (1984–1986, fallecido en 2017)
- Doug "Dug E. Bird" Birdzell – bajo, percusión (1984–1986)
- Bruce Taylor – batería (1984–1985)
- Mark "Gogomo Two-chair" Shellhaas – batería, percusión, coros (1985)
- Kenny Craun – batería, percusión (1985–1986)

## Discografía
- Plays for Lovers (1985, Dischord)
- Need a Job 12" EP (1986, Olive Tree)
- House Burning Down (1987, Dischord)

Compilaciones
- Plays For Lovers & House Burning Down (1991, Dischord)

Apariciones en compilaciones
- "Wars In Space" – Alive & Kicking 7" (1985, WGNS)